# Goba (Äthiopien)
Goba (amharisch ጎባ) ist eine Stadt in der Region Oromiyaa in Äthiopien und liegt im südlichen Zentralbereich des Landes, etwa 300 km südöstlich von Addis Abeba in 2743 m Höhe. Die Einwohnerzahl lag, Berechnungen zufolge, im Jahr 2005 bei 34.369.
10 km nordöstlich des Bale-Mountains-Nationalparks gelegen bildet sie den Ausgangspunkt zum Nationalpark. Zudem ist Goba für seine Märkte als auch für Honig, Korbwaren und Baumwolltücher bekannt. Die Stadt teilt sich mit dem benachbarten Robe einen Flughafen von dem Ethiopian Airlines Flüge von und nach Addis Abeba anbietet.
Goba war bis 1995 die Hauptstadt der damaligen Provinz Bale.